# Montemayor del Río
Montemayor del Río település Spanyolországban, Salamanca tartományban. Montemayor del Río Baños de Montemayor, El Cerro, Lagunilla, Aldeacipreste, Puerto de Béjar és Peñacaballera községekkel határos. Lakosainak száma 262 fő (2024).

## Népesség
A település népessége az elmúlt években az alábbi módon változott:
| Lakosok száma | 359  | 341  | 320  | 304  | 311  | 299  | 272  | 263  | 271  | 262  |
|               | 2001 | 2004 | 2007 | 2009 | 2012 | 2014 | 2017 | 2019 | 2022 | 2024 |